# オグニェン・ヴコイェヴィッチ
オグニェン・ヴコイェヴィッチ（Ognjen Vukojević, 1983年12月20日 - ）は、クロアチア（旧ユーゴスラビア）・ビェロヴァル出身の元同国代表サッカー選手。現役時代のポジションは守備的ミッドフィールダー。

## クラブ経歴

### 初期
NKムラドスト・ジュドラロヴィでサッカーを始め、NKビェロヴァルを経て、2003年にNKスラヴェン・ベルポでプロキャリアを開始した。2005年にベルギー1部のリールセSKと契約するも出場機会はあまりなく、同年12月にクロアチアへ帰国しNKディナモ・ザグレブと契約を締結した。

### ディナモ・ザグレブ
2006年3月4日のNKメジムリェ戦（ホーム3-0勝利）で移籍後初出場を飾って以降、同2006-07シーズンに地位を確立し、そのプレースタイルから度々"ディナモ（もしくはクロアチア）のガットゥーゾ"の愛称で呼ばれた。また、欧州カップ戦ではUEFAチャンピオンズリーグ 2006-07予選のFKエクラナス戦とアーセナルFC戦との4試合、UEFAカップ2006-07・1回戦のAJオセール戦との2試合の全6試合中全試合に出場し、うちエクラナス戦（ホーム5-2勝利）で1得点を挙げた。
翌2007-08シーズンは、UEFAチャンピオンズリーグ 2007-08予選6試合、UEFAカップ 2007-086試合の全12試合中全試合に出場。前者ではNKドムジャレ戦とヴェルダー・ブレーメン戦、後者ではSKブラン戦（アウェイ1-2敗北）の同点弾とスタッド・レンヌ戦（アウェイ1-1）の先制点と、それぞれ1得点を挙げた。国内リーグ戦の方では29試合11得点を挙げ、クラブの3連覇に貢献。また、国内カップ戦では2連覇を達成した。

### ディナモ・キエフ
2008年5月26日にFCディナモ・キーウと5年契約を締結。7月19日のFCイリチヴェツ・マリウポリ戦（ホーム2-0勝利）でリーグ戦初出場を飾ってから、すぐさまにレギュラーとして地位を確立した。
UEFAチャンピオンズリーグ 2008-09予選でドロヘダ・ユナイテッドFC戦とFCスパルタク・モスクワ戦の全4試合中前試合に出場し、本大会進出に貢献。本大会では、初戦のアーセナルFC戦（ホーム1-1）でバカリ・サニャにファールをされPKを獲得し、それをイスマエル・バングラが決め先制した。
2008年10月4日のFCハルキウ戦（アウェイ4-0勝利）で移籍後公式戦初得点にして先制点を挙げる。その後のチャンピオンズリーグではグループリーグ全6試合中全試合に出場するも、決勝トーナメント進出は叶わなかった。しかし、グループリーグ3位で終えたことでUEFAカップ 2008-09出場権を獲得し、引き続き欧州カップ戦挑戦に貢献した。そのUEFAカップでも定期的に起用され、2009年3月12日にFCメタリスト・ハルキウとのベスト16第1戦（1-0勝利）で欧州カップ戦初得点を挙げる。続く第2戦ではイエローカードの累積警告により出場停止だったものの、アウェーゴール・ルールによりクラブは準々決勝に進出した。その準々決勝では、パリ・サンジェルマンFCとの第2戦目（3-0勝利）で最後の得点を挙げ、2試合合計3-0で準決勝に進出が決定した。
スパルタク・モスクワ
それまでは中心選手として起用されていたものの、中盤のポジション争いでミゲル・ヴェローゾやデニス・ハルマシュの後塵を拝するようになり、2012-13シーズン終了までロシア1部のスパルタク・モスクワへの期限付き移籍が決定。2013年8月7日には古巣ディナモ・ザグレブへ復帰することが伝えられた が、公式発表されることはなかった。

### アウストリア・ヴィーン
2016年6月2日、オーストリア・ブンデスリーガのFKアウストリア・ヴィーンに2年契約で移籍することが発表された。

### 現役引退
2016-17シーズン限りで現役を引退し、古巣であるディナモ・キエフの東欧スカウトに就任した。

## 代表経歴
2007年8月にクロアチア代表に初招集され、10月16日にスロバキアとの親善試合（3-0勝利）でハーフタイムから初出場を飾ると、その僅か2分後に初得点を挙げた。EURO2008予選のマケドニア戦（アウェイ0-2敗北）で試合残り15分からニコ・クラニチャールに代わり公式戦初出場を飾る。EURO2008の一員にも選出され、全4試合中2試合に出場。開催国オーストリアとの開幕戦でイヴィツァ・オリッチと交代で途中出場し、グループリーグ最終戦のポーランド戦で先発フル出場した。チームは両試合に1-0で勝利を収めている。
2008年10月11日のウクライナ戦（0-0）で2010 FIFAワールドカップ・ヨーロッパ予選初出場、続く4日後アンドラ戦（ホーム4-0勝利）にもウクライナ戦同様に先発出場を果たした。

## 代表歴

### 出場大会
- クロアチア代表
  - 2014 FIFAワールドカップ

### 試合数
- 国際Aマッチ 55試合 4得点（2007年-2014年）[11]

| クロアチア代表 | 国際Aマッチ | 国際Aマッチ |
| 年             | 出場        | 得点        |
| -------------- | ----------- | ----------- |
| 2007           | 2           | 1           |
| 2008           | 8           | 0           |
| 2009           | 9           | 1           |
| 2010           | 9           | 0           |
| 2011           | 8           | 1           |
| 2012           | 10          | 1           |
| 2013           | 7           | 0           |
| 2014           | 2           | 0           |
| 通算           | 55          | 4           |

## タイトル
クラブ
ディナモ・ザグレブ
- プルヴァHNL : 2005-06, 2006-07, 2007-08, 2014-15
- フルヴァツキ・ノゴメトニ・クプ : 2006-07, 2007-08, 2014-15
- フルヴァツキ・ノゴメトニ・スーペルクプ : 2006

ディナモ・キエフ
- ウクライナ・プレミアリーグ : 2008-09
- ウクライナ・カップ : 2013-14
- ウクライナ・スーパーカップ : 2009, 2011